# Vasîlivka, Onufriivka
Vasîlivka (în ucraineană Василівка) este o comună în raionul Onufriivka, regiunea Kirovohrad, Ucraina, formată numai din satul de reședință.

## Demografie
Componența lingvistică a comunei Vasîlivka
     Ucraineană (97,38%)
     Rusă (2,5%)
     Alte limbi (0,12%)
Conform recensământului din 2001, majoritatea populației comunei Vasîlivka era vorbitoare de ucraineană (97,38%), existând în minoritate și vorbitori de rusă (2,5%).